# Małe Steblewicze
Małe Steblewicze (biał. Малыя Сцяблевічы; ros. Малые Стеблевичи) – wieś na Białorusi, w obwodzie homelskim, w rejonie żytkowickim, w sielsowiecie Lenin.

## Historia
Dawniej własność Radziwiłłów, a następnie Wittgensteinów.
W dwudziestoleciu międzywojennym leżały w Polsce, w województwie poleskim, w powiecie łuninieckim, w gminie Lenin (Sosnkowicze). W 1921 miejscowość liczyła 185 mieszkańców, zamieszkałych w 33 budynkach, w tym 182 Białorusinów i 3 Polaków. 182 mieszkańców było wyznania prawosławnego i 3 rzymskokatolickiego.
Po II wojnie światowej w granicach Związku Sowieckiego. Od 1991 w niepodległej Białorusi.